# Slottet i Ferrières

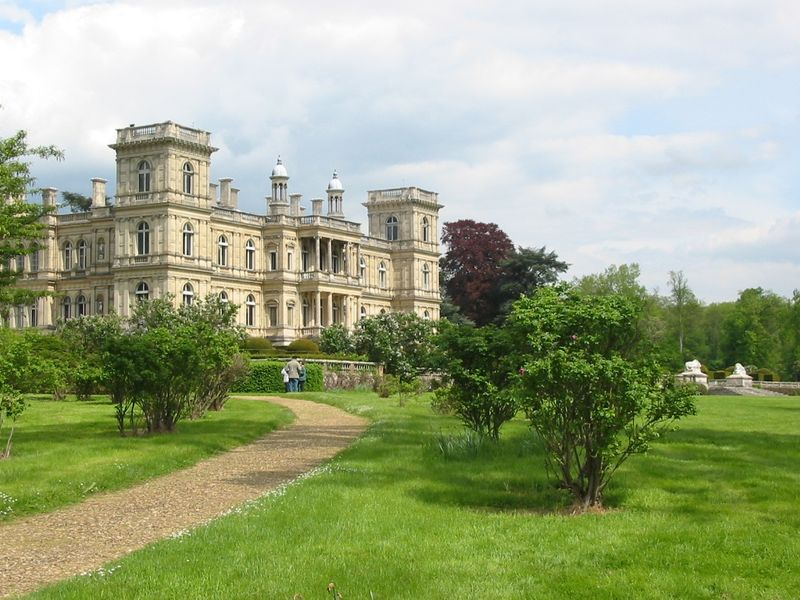
Slottet i Ferrières

Slottet i Ferrières (franska: Château de Ferrières) ligger i Ferrières-en-Brie i det franska departementet Seine-et-Marne, omkring 25 kilometer öster om Paris. Det byggdes mellan 1855 och 1859 av James Mayer de Rothschild. Rothschilds ägande av slottet ärvdes på den manliga sidan enligt primogeniturreglerna. Det anses vara det viktigaste 1800-talsslottet i Frankrike.
Slottet ligger på krönet av en lång infart och ritades av den brittiske arkitekten Joseph Paxton. Förebilden för ritningarna var Mentmore Towers i Buckinghamshire, England, det hus Paxton byggde åt baron James de Rothschilds kusin Mayer Amschel de Rothschild. Enligt sägnen ska James de Rothschild, efter att ha sett Mentmore, ha uppmanat Paxton att bygga ett Mentmore, men dubbelt så stort.
Det är byggt i italiensk renässansstil med fyrkantiga torn i varje hörn och en terrass som leder till en 1,25 km² stor park med trädgårdar, som är del av en 30 kvadratkilometer stor omgivande skog. Interiörens atlantpelare och karyatider skapades av Charles Cordier och dekorationsmålningarna leddes av Eugène Lami. Den stora salen är omkring 37 meter lång och 18 meter hög med inglasat tak. I biblioteket fanns omkring 8 000 böcker och slottet hade 80 gästrum.
Baron James skaffade sig en omfattande samling konstverk och statyetter som han smyckade flera av slottets rum med. Flera av statyetterna skapades av Alexandre Falguière och italienaren Antonio Corradini. Baronens son utökade senare samlingen med verk av René de Saint-Marceaux.
Under fransk-tyska kriget 1870–1871 övertogs slottet av tyskar och var platsen för förhandlingar mellan Otto von Bismarck och den franske utrikesministern Jules Favre. Tyskarna intog slottet igen vid ockupationen av Frankrike under andra världskriget och plundrade den gången slottet på dess omfattande konstsamling. Slottet stod tomt fram till 1959 när Guy de Rothschild och hans nya fru, Marie-Hélène de Rothschild, började att restaurera det. Deras arbete ledde till att slottet åter igen blev en plats som besöktes av europeiska och amerikanska celebriteter. 1975 donerade Guy de Rothschild och hans fru slottet till universitetet i Paris.